# William Mendel Newman
Pour les articles homonymes, voir William Newman et Newman.
William Mendel Newman, né le 31 janvier 1902 à Pierce City (Missouri) et mort le 27 avril 1977  à Bellingham (Washington), est un médiéviste américain.

## Carrière
William Mendel Newman est le deuxième fils de Milton Newman (1872-1943) et Lenna Mendel (1874-1943), tous deux descendants d'immigrants d'origine juive, qui géraient des grands magasins dans le Missouri, l'Iowa et l'Oklahoma. Il fait sa scolarité à Pierce City et à la Phillips Academy d'Andover (Massachusetts), avant de commencer des études à l'université Harvard à l'automne 1921. En 1925, il passe ses examens, mais reste encore un an à Harvard, où il obtient une M.A. en histoire de l'Amérique. Après quoi il enseigne pendant deux années à l'université de l'Iowa et l'université d'État de l'Ohio.
On ne sait pas pourquoi il a abandonné alors cette spécialisation. En effet, à partir de 1928, il poursuit ses études, mais dans le domaine de l'histoire médiévale. Il vient en Europe, obtient un doctorat en 1929 à l'université de Toulouse (avec Joseph Calmette) et en 1937 à l'université de Strasbourg (avec Marc Bloch et Charles-Edmond Perrin). Ensuite il retourne aux États-Unis et enseigne pendant un an à l'université du Michigan. En 1938-1942, il se rend à Cambridge (Massachusetts), se détourne de la recherche pour rejoindre l'armée, mais est rejeté pour des raisons de santé, le 22 juillet 1942, pour « tendances psychologiques maniaques et suspicion de disposition à la tuberculose ». Afin de participer à l'effort de guerre, il a ensuite travaillé à Saint-Louis, où son frère Joseph (1898-1967) était le président d'Emerson Electric depuis 1933 et fonderait plus tard White-Rodgers Co.. La mort de ses parents en 1943 le rend financièrement indépendant.
Après la guerre, il réside jusqu'en 1950 à Seattle et essaie de faire carrière dans le secteur privé. Mais constatant son échec, il retourne vers la science, et se rend à nouveau en Europe. Il a travaillé de 1952 à 1963 en France, est retourné (à nouveau, pour raisons de santé) aux États-Unis et a passé ses dernières années à nouveau dans l'état de Washington, sans plus de faire des recherches, très solitaire, adonné à la lecture. Il laisse environ 1,2 million de dollars attribués en particulier à la Phillips Academy d'Andover (Massachusetts) pour fonder la William M. Newman Teaching Foundation, ainsi qu'à Harvard et à la Medieval Academy.
Sauf trois années dans trois établissements différents Newman ne s'est pas beaucoup impliqué dans l'enseignement. Il est surtout connu pour ses œuvres, qui ont été partiellement publiées après sa mort, et où il se révèle l'un des plus importants médiévistes des États-Unis au XXe siècle.

## Œuvres
- Le Domaine royal sous les premiers Capétiens (987-1180), Paris, Librairie du Recueil Sirey, 1937, XXII-277 p. (présentation en ligne), [présentation en ligne].
- Catalogue des actes de Robert II, roi de France, Paris, Librairie du Recueil Sirey, 1937, XXXII-211 p. (présentation en ligne).
- Les Seigneurs de Nesle en Picardie (XIIe – XIIIe siècle). Leurs chartes et leur histoire. Étude sur la noblesse régionale ecclésiastique et laïque, vol. 1 et 2, Paris, A. et J. Picard, coll. « Bibliothèque de la Société d'histoire du droit des pays flamands, picards et wallons » (no 27), 1971, 359 + 431 (présentation en ligne), [présentation en ligne]. Autre édition : Les seigneurs de Nesle en Picardie (XIIe – XIIIe siècle). Leurs chartes et leur histoire. Étude sur la noblesse régionale ecclésiastique et laïque, vol. 1 et 2, Philadelphie, American Philosophical Society, coll. « Memoirs of the American Philosophical Society » (no 91), 1971, 358 + 431 (lire en ligne)
- Le Personnel de la cathédrale d'Amiens (1066-1306) ; avec une note sur la famille des seigneurs de Heilly, Paris, A. et J. Picard, 1972.
- (en) Charters of St Fursy of Péronne, Cambridge (Massachusetts), coll. « The Medieval Academy of America » (no 85), 1977, 173 p. (ISBN 978-0-910956-59-8, présentation en ligne).
- « L'Acte de Téulfe pour Saint-Crépin-le-Grand de Soissons (1135) », Revue Mabillon, vol. 58,‎ 1973, p. 165-175.
- « Pontlevoy et le domaine royal », Bibliothèque de l'École des chartes, t. 111,‎ 1953, p. 234-235 (lire en ligne).
- (en) The Cartulary and Charters of Notre-Dame de Homblières, Cambridge (Massachusetts), The Medieval Academy of America, coll. « Medieval Academy books » (no 97), 1990, 308 p. (ISBN 978-0-910956-88-8, présentation en ligne), [présentation en ligne][2].

## Source de la traduction
- (de) Cet article est partiellement ou en totalité issu de l’article de Wikipédia en allemand intitulé « William Mendel Newman » (voir la liste des auteurs).